# Kuros Aristodikos
Kuros Aristodikos – starożytna grecka rzeźba marmurowa z okresu archaicznego, znaleziona w 1944 roku w attyckiej Mesogei. Znajduje się w zbiorach Narodowego Muzeum Archeologicznego w Atenach.
Wykonana z marmuru paryjskiego rzeźba mierzy 1,98 m wysokości. Posadowiona jest na niewysokiej, prostokątnej bazie wykutej w marmurze pentelickim. Czas jej powstania określany jest na 510–500 p.n.e. Posąg stanowił pomnik nagrobny arystokraty imieniem Aristodikos, którego imię wyryte zostało – w formie dopełniaczowej – na bazie: Αριστοδικο(υ). Rzeźba zachowała się z ubytkami: brak rąk poniżej nadgarstków, zaś na włosach ponad czołem, oczach, nosie i ustach widoczne są wyszczerbienia.
Chociaż rzeźba utrzymana jest jeszcze w typie archaicznego kurosa, widoczne jest już dążenie artysty do bardziej realistycznego oddania ciała ludzkiego i jego proporcji. Anonimowy rzeźbiarz dokonał zerwania z dotychczasowymi kanonami. Muskulatura została wyraźnie podkreślona, natomiast kończyny górne są zgięte w stawach łokciowych, a nie opuszczone sztywno wzdłuż tułowia jak u wcześniejszych kurosów. Włosy, choć jeszcze uformowane w loki i oplatające głowę, są krótkie, co pozwoliło na ukazanie w pełni struktury głowy i sposobu jej osadzenia na szyi. Lewa noga postaci wysunięta jest ku przodowi.